# Ford Del Rio
Ford Del Rio (рус. Форд Дель Рио) — полноразмерный универсал, выпускавшийся компанией Ford в США в 1957 и 1958 модельных годах. Модель так же называлась Del Rio Ranch Wagon.
Стимулом для создания Дель Рио был желание Ford’а остаться в сегменте двухдверных спорт-универсалов наравне с Chevrolet Nomad и Pontiac Safari, а также решение о прекращении выпуска компанией оригинального универсала Parklane, который не побуждал покупателей в 1956 году (год его выпуска) разбирать эту модель.
В то время как Nomad от Шевроле был наиболее дорогостоящей машиной и была высокого класса, Del Rio основывался на уже созданном продукте — утилитарном 2-дверном Ranch Wagon, и был наименее дорогой машиной среди универсалов.
Изначально для покупателей предлагалось две уникальных схемы двухтоновой окраски кузова и отличный уровень отделки, как винилом высокого класса, так и различными деталями с анодным напылением золота на алюминий. Покупатели Дель Рио также могли выбрать один из двух фордовских двигателей 6-цилиндровый 144-сильный «Mile-Maker» или «Thunderbird» 212-сильный V-8.
В сравнении с Шевроле, Форд продал 46 105 автомобилей в 1957 году, против 12 687 Номадов за все три года его производства.